# Hydrotriche galiifolia
Hydrotriche galiifolia är en grobladsväxtart som beskrevs av A. Raynal-roques. Hydrotriche galiifolia ingår i släktet Hydrotriche och familjen grobladsväxter. Inga underarter finns listade i Catalogue of Life.